# 野地俊二
野地 俊二（のじ しゅんじ、1960年9月10日 - ）は、NHKのシニアアナウンサー。現在はNHKグローバルメディアサービス所属。

## 人物
神奈川県立平塚江南高等学校、早稲田大学卒業後、1985年入局。おもにスポーツ中継、JリーグをはじめNHKでのサッカー中継の代表格の一人として主要試合を数多く担当している（後述）。
静岡局勤務時代には、サッカーの社会人チームに所属し、リーグ戦に出場（ポジションはFW）していたという。サッカー以外にも、ゴルフ、高校野球、駅伝の実況を担当している（過去に2007年の選抜高校野球決勝戦テレビ実況も担当）。
スポーツ以外でも「アイデア対決・全国高等専門学校ロボットコンテスト」の実況を一度だけ担当したこともある。

## 現在の担当番組
- ラジオニュース（不定期）

## 過去の出演番組
- FMリクエストアワー（静岡局）入局直後
- スポーツ中継（サッカー、高校野球、MLB、NFL、ゴルフなど）
- 天皇杯全日本サッカー選手権大会決勝戦 - 第86回から第91回まで6大会連続
- FIFAワールドカップ本大会の 日本代表戦
  - 1998年フランス大会グループリーグ第3戦・対 ジャマイカ戦 （スタッド・ジェルラン）
  - 2002年日韓大会決勝トーナメント1回戦・対 トルコ戦（宮城スタジアム）
  - 2006年ドイツ大会グループリーグ第3戦・対 ブラジル戦（ドルトムントワールドカップスタジアム）
  - 2010年南アフリカ大会
    - グループリーグ第1戦・対 カメルーン戦（フリーステイト・スタジアム）
    - グループリーグ第3戦・対 デンマーク戦（ロイヤル・バフォケン・スタジアム）[1]
    - 決勝トーナメント1回戦・対 パラグアイ戦（ロフタス・ヴァースフェルド・スタジアム）[1]
- 2010 FIFAワールドカップ・決勝  スペイン対 オランダ（サッカーシティスタジアム）
- AFCアジアカップ2011・決勝  日本対 オーストラリア（ハリーファ国際スタジアム）[2]
- 2011 FIFA女子ワールドカップ・決勝  日本対 アメリカ合衆国（FIFA女子ワールドカップスタジアム・フランクフルト）[3]
- 北京オリンピック・サッカーグループステージ
- アイデア対決・全国高等専門学校ロボットコンテスト（実況）
- 東日本大震災関連安否情報
- 週刊☆サッカー王国 パーソナリティ（NHK-FM・埼玉県域）
- ラジオニュース 午前0時、1時、8時、9時（2022年5月24日）
- FIFAワールドカップ2022 - スタジオ進行
  - グループB「アメリカ」対「ウェールズ」（2022年11月22日）
  - グループA「オランダ」対「カタール」（2022年11月29日 - 30日）
  - グループB「イラン」対「アメリカ」（2022年11月30日）
  - デイリーハイライト（2022年12月3日）
- マイあさ!（2023年8月28日 - 8月29日　スポーツキャスター・上野速人の代理）※ひるのいこいも兼務。